# J'ai épousé une ombre (film)
Pour les articles homonymes, voir J'ai épousé une ombre.
Pour plus de détails, voir Fiche technique et Distribution.
J'ai épousé une ombre est un film français réalisé par Robin Davis, sorti en 1983.

## Synopsis
Enceinte de huit mois, Hélène Georges est abandonnée par son compagnon, Franck, dans une ville industrielle de l'Est. Désemparée, elle se rend à la gare et prend le premier train en partance pour le sud. Au wagon-restaurant, elle fait la connaissance de Patricia, accompagnée de son mari Bertrand Meyrand, fils aîné d'un riche viticulteur-négociant du Bordelais, qui s'apprête à présenter à sa famille sa jeune épouse, également enceinte. Patricia emmène Hélène dans son compartiment où elles bavardent. Quelques instants plus tard, le train déraille. Après l'accident, Hélène se réveille et comprend que la belle-famille de Patricia la prend pour elle. Perdue, sans famille, elle est prise au jeu de la belle-famille de Patricia qui veut prendre soin d'elle. Elle s'éprend vite de Pierre, le frère de son pseudo défunt mari et réciproquement, avec l'accord plus ou moins tacite des parents, Matthieu et Léna Meyrand. Mais alors qu'Hélène est désormais heureuse dans cette famille, Franck réapparaît et exerce un chantage. Franck informe la mère de Pierre de l'usurpation d'identité et elle fait une attaque. Au cours d'une dispute, sans réelle conviction meurtrière, Hélène tue Franck. Pierre dissimule le cadavre. En mourant, Léna pardonne à Hélène qu'elle aime énormément et endosse la responsabilité de l'homicide pour qu'Hélène et son fils vivent heureux.

## Fiche technique
- Titre : J'ai épousé une ombre
- Réalisateur : Robin Davis
- Scénario : Robin Davis et Patrick Laurent, d'après le roman de William Irish J'ai épousé une ombre
- Photographie : Bernard Zitzermann
- Montage : Marie Castro-Vasquez
- Musique : Philippe Sarde
- Décors : Ivan Maussion
- Son : Michel Laurent
- Producteur : Alain Sarde
- Sociétés de production : Sara Films, TF1 Films Production
- Pays d'origine :  France
- Langue originale : Français
- Genre : drame
- Affiche : Philippe Lemoine
- Durée : 110 minutes
- Date de sortie : 16 février 1983

## Distribution
- Nathalie Baye : Hélène Georges / Patricia Meyrand
- Francis Huster : Pierre Meyrand
- Richard Bohringer : Franck Georges
- Madeleine Robinson : Léna Meyrand
- Guy Tréjan : Mathieu Meyrand
- Victoria Abril : Fifo
- Humbert Balsan : Bertrand Meyrand
- Jean-Henri Chambois : Le médecin de famille
- Véronique Genest : Patricia Meyrand
- Arlette Gilbert : la sage-femme
- Pierre Lusseyran : Le libraire
- Maurice Jacquemont : Le notaire
- Solenn Jarniou : Nelly
- Christine Paolini : L'infirmière
- Marcel Roche : Pessac
- André Thorent : Le médecin
- André Chaumeau : M. Pessac, maître de chai

## Autour du film
Le roman de William Irish a fait l'objet de deux autres adaptations cinématographiques aux États-Unis, l'une en 1950, Chaînes du destin, réalisée par Mitchell Leisen avec Barbara Stanwyck, l'autre intitulée Mrs. Winterbourne, réalisée en 1996 par Richard Benjamin avec Shirley MacLaine.
Il existe aussi une version Bollywood, Kati Patang (1970).
Le château Pontet-Canet à Pauillac en Gironde, est le principal lieu de tournage du film.                            En 1983, c’est le chanteur Johnny Hallyday qui enregistra la bande originale avec une chanson au titre éponyme du film. 